# Уоллоп, Ньютон, 6-й граф Портсмут
Ньютон Уоллоп, 6-й граф Портсмут (англ. Newton Wallop, 6th Earl of Portsmouth; 19 января 1856 — 4 декабря 1917) — британский либеральный политик. Он носил титул учтивости — виконт Лимингтон  с 1856 по 1891 год. Заместитель государственного секретаря по вопросам войны (1905—1908).

## Происхождение и образование

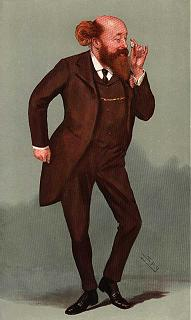
«Демон», Ньютон Уоллоп, 6-й граф Портсмут, карикатура Spy, журнал Vanity Fair, 21 августа 1907 года.

Родился 19 января 1856 года в Херстборн-Прайорс, графство Хэмпшир. Старший сын Исаака Уоллопа, 5-го графа Портсмута (1825—1891), и его жены леди Эвелин Алисии Джулианы Герберт (1834—1906), дочери Генри Герберта, 3-го графа Карнарвона. Он получил образование в Итонском колледже и в Баллиол-колледже в Оксфорде, где был президентом Оксфордского союза.

## Политическая карьера
Виконт Лимингтон заседал в Палате общин Великобритании от Барнстейпа (1880—1885) и Саут-Молтона (1885—1891).
В октябре 1891 года после смерти своего отца Ньютон Уолполл унаследовал титулы 5-го графа Портсмута (графство Саутгемптон), 5-го виконта Лимингтона (Саутгемптон) и 5-го барона Уоллопа из Фарли Уоллопа  (графство Саутгемптон), став членом Палаты лордов.
Лорд Портсмут занимал пост заместителя государственного секретаря по вопросам войны в либеральном правительстве сэра Генри Кэмпбелла-Баннермана в 1905 по 1908 год.
Лорд Портсмут также был мировым судьёй графств Хэмпшир и Девон и заместителем лорда-лейтенанта графства Уэксфорд.
В 1908 году он купил дом Гисачан и его огромное поместье оленей в Глен Аффрик у барона Твидсмута. Его вдова выставила имение на продажу в 1919 году после его смерти.

## Семья
17 февраля 1885 года лорд Портсмут женился на Беатрис Мэри Пиз (? — 13 декабря 1935), единственной дочери Эдварда Пиза и Сары Стердж. Их брак был бездетным. Он умер в декабре 1917 года в Уитчерче в возрасте 61 года, и ему наследовал графство его младший брат Джон.